# Cầy thảo nguyên Gunnison
Cầy thảo nguyên Gunnison, tên khoa học Cynomys gunnisoni, là một loài động vật có vú trong họ Sóc, bộ Gặm nhấm. Loài này được Baird mô tả năm 1855.
Loài này chủ yếu phân bố ở vùng Four Corners của Hoa Kỳ.
Chúng dài 30–37 cm và có đuôi dài 3-6 c. Loài này chỉ cân nặng 1,5-2,5 lbs (0,5–1 kg). Trung bình, con đực có kích thước lớn hơn so với con cái.
Cầy thảo nguyên Gunnison có 22 răng, và năm 5 cặp tuyến vú. Cầy thảo nguyên Gunnison, C. gunnisoni, là loài cầy thảo nguyên duy nhất có 40 nhiễm sắc thể. Bốn loài khác, chó thảo nguyên đuôi đen, đuôi trắng, cầy thảo nguyên Utah, và cầy thảo nguyên Mexico, có 50 nhiễm sắc thể.